# Euthryptochloa longiligulata
Euthryptochloa es un género monotípico de plantas herbáceas perteneciente a la familia de las poáceas. Su única especie: Euthryptochloa longiligulata Cope, es originaria de China.

## Sinónimos
- Garnotia japonica Hack., Oesterr. Bot. Z. 52: 55, 1902
- Phaenosperma globosum Munro ex Oliv., J. Linn. Soc., Bot., 19: 59, 1881